# Gudrun Sundström
Maj Gudrun Sundström (i riksdagen kallad Sundström i Kvarnsveden), född 24 april 1916 i Åls församling, Kopparbergs län, död 6 september 2003 i Stora Tuna församling, var en svensk socialdemokratisk politiker.
Sundström var ledamot av Sveriges riksdags andra kammare 1967-1970 och riksdagsledamot i enkammarriksdagen 1971-1982, invald i Kopparbergs läns valkrets.